# Cotnari (gmina)
Cotnari – gmina w Rumunii, w okręgu Jassy. Obejmuje miejscowości Bahluiu, Cârjoaia, Cireșeni, Cotnari, Făgăt, Hodora, Horodiștea, Iosupeni, Lupăria, Valea Racului i Zbereni. W 2011 roku liczyła 7248 mieszkańców.